# Красный Муравейник
Кра́сный Мураве́йник — исчезнувший посёлок в Новосильском районе Орловской области.

## История
Посёлок образовался после революции в 1920-е годы в основном из переселенцев деревни Новосергеевка. В нём была организована одна из первых в Новосильском уезде коммун с одноимённым названием (в просторечии Коммуна). Организатором общины стал Павличев Илья Трофимович. Коммуна как община просуществовала недолго и во время всеобщей коллективизации вошла в состав колхоза с центральной усадьбой в Мужиково. Посёлок перестал существовать в середине 1960-х годов.

## Примечание
1. ↑  Корнева В. И. Град на Острожной горе : книга / под ред. А. П. Олейниковой. — Орёл: Труд, 2008. — ISBN 5-89436-140-0

## Ссылка
- Карта РККА. Орловская, Липецкая и Тульская области